# Nyamigogo
Nyamigogo è una circoscrizione rurale (rural ward) della Tanzania situata nel distretto di Biharamulo, regione del Kagera. Conta una popolazione di 15 583 abitanti (censimento 2012).